# Leon "Chu" Berry
Leon ”Chu” Berry, född 13 september 1908 i Wheeling, West Virginia, död 30 oktober 1941 i Conneaut i Ashtabula County, Ohio, var en amerikansk tenorsaxofonist inom swinggenren. Han var en av 1930-talets främsta solister och framträdde i flera orkestrar, bland annat Fletcher Henderson 1936–37 och därefter till sin död i Cab Calloways. Bland hans kompositioner märks "Limehouse Blues" och "Indiana".

## Biografi
Berry avlade examen vid Lincoln High School i Wheeling, och studerade sedan vid West Virginia State College nära Charleston i tre år. Hans syster Ann spelade piano och ”Chu” blev intresserad av musik redan i unga år, då han också spelade altsaxofon med lokala band.
Efter att ha lyssnat till en konsert med Coleman Hawkins inspirerades han till att börja spela tenorsaxofon. Fastän Berry försökte efterlikna Hawkins spelstil, såg denne Berry som en jämlike och ansåg att ”Chu” var den bäste.

### Orkesterkarriär
En stor del av sin karriär tillbringade Berry i saxsektionen i större swingband. Till dessa hör:
- Sammy Stewart, 1929–1930, där han övergick till tenorsaxofon
- Benny Carter, 1932–1933
- Teddy Hill, 1933–1935
- Fletcher Henderson, 1935–1937
- Cab Calloway, 1937–1941, hans mest välkända engagemang

### Studiomusiker
Under hela sin korta karriär var Berry flitigt efterfrågad som medverkande vid framträdande och inspelningar med andra jazzartister som Spike Hughes, Bessie Smith, The Chocolate Dandies, Mildred Bailey, Teddy Wilson, Billie Holiday, Wingy Manone och Lionel Hampton.
Under perioden 1934–1939, då saxofonens pionjär Coleman Hawkins spelade i Europa var Berry en av flera yngre tenorsaxofonister såsom Budd Johnson, Ben Webster och Lester Young, som tävlade om herraväldet för sitt instrument. Berry mästerliga spelstil influerade unga innovatörer Dizzy Gillespie och Charlie Parker. Han var också en av de jazzmusiker som deltog i jam sessions på Mintons Playhouse i New York, som ledde till utvecklingen av bebop.
Berry omkom den 27 oktober 1941 efter en bilolycka vid Conneaut under resa mellan spelningar i Brookfield i Ohio. Han avled tre dagar senare på Brown Memorial Hospital i Conneaut.

## Diskografi
Även om Berrys karriär varade mindre än ett decennium, är han väl representerad i grammofoninspelningar. Bland de album som producerats kan nämnas:
- Blowing Up a Breeze, Pearl
- Cab Calloway Best of the Big Bands, Sony Columbia
- Chu, Epic Japan
- Chu Berry 1937-1941, Classics
- Chu Berry Story, Epm Musique
- Giants of the Tenor Sax, Commodore
- Penguin Swing, Jazz Archives
- Tenor Giant, Polygram
- The Indispensable Chu Berry, RCA

Några kända inspelningar med andra jazzmusiker är:
- Count Basie, Complete Decca Recordings, GRP Decca, ca. 1937-1939 recordings
- Count Basie, Swingsation, GRP, ca. 1937-1939 recordings
- Benny Goodman, The Centennial Collection, RCA, ca. 1936-1938 recordings
- Lionel Hampton, Hot Mallets, RCA Bluebird, 1939 recordings
- Lionel Hampton, Tempo and Swing, RCA Bluebird, 1939 recordings
- Lionel Hampton, Ring Dem Bells, RCA Bluebird, 1939 recordings
- Fletcher Henderson, Ken Burns Jazz, Sony, ca. 1936 recordings
- Fletcher Henderson, Wrappin It Up, Quadramania, ca. 1936 recordings
- Bille Holiday, The Essential Billie Holiday, Columbia, 1933-1939, recordings
- Teddy Wilson, The Noble Art of Teddy Wilson, ASV, ca. 1935-1939 recordings